# Callionima inuus
Callionima inuus (Rotschild & Jordan, 1903) è un lepidottero appartenente alla famiglia Sphingidae, diffuso in America Centrale e Meridionale.

## Descrizione

### Adulto
Appare molto simile a C. parce e C. falcifera falcifera, rispetto alle quali si distingue per il fatto che l'ala anteriore ha un margine esterno diritto, con un apice acuto, leggermente convesso, ma non falcato. Un altro carattere diagnostico è la linea pallida e sottile, che corre diritta dall'apice fino alla nervatura M2, così da trovarsi più vicina alla chiazza di lunule giallo-brunastre, rispetto al margine esterno.

Nel genitale maschile, l'uncus appare appiattito e ripartito in quattro lobi, dei quali i mediani sono lunghi e assottigliati, mentre quelli laterali sono corti e triangolari. Lo gnatos è provvisto di due sottili processi, convergenti l'uno verso l'altro. L'edeago è privo di armatura esterna.

L'apertura alare va da 67 a 72 mm.

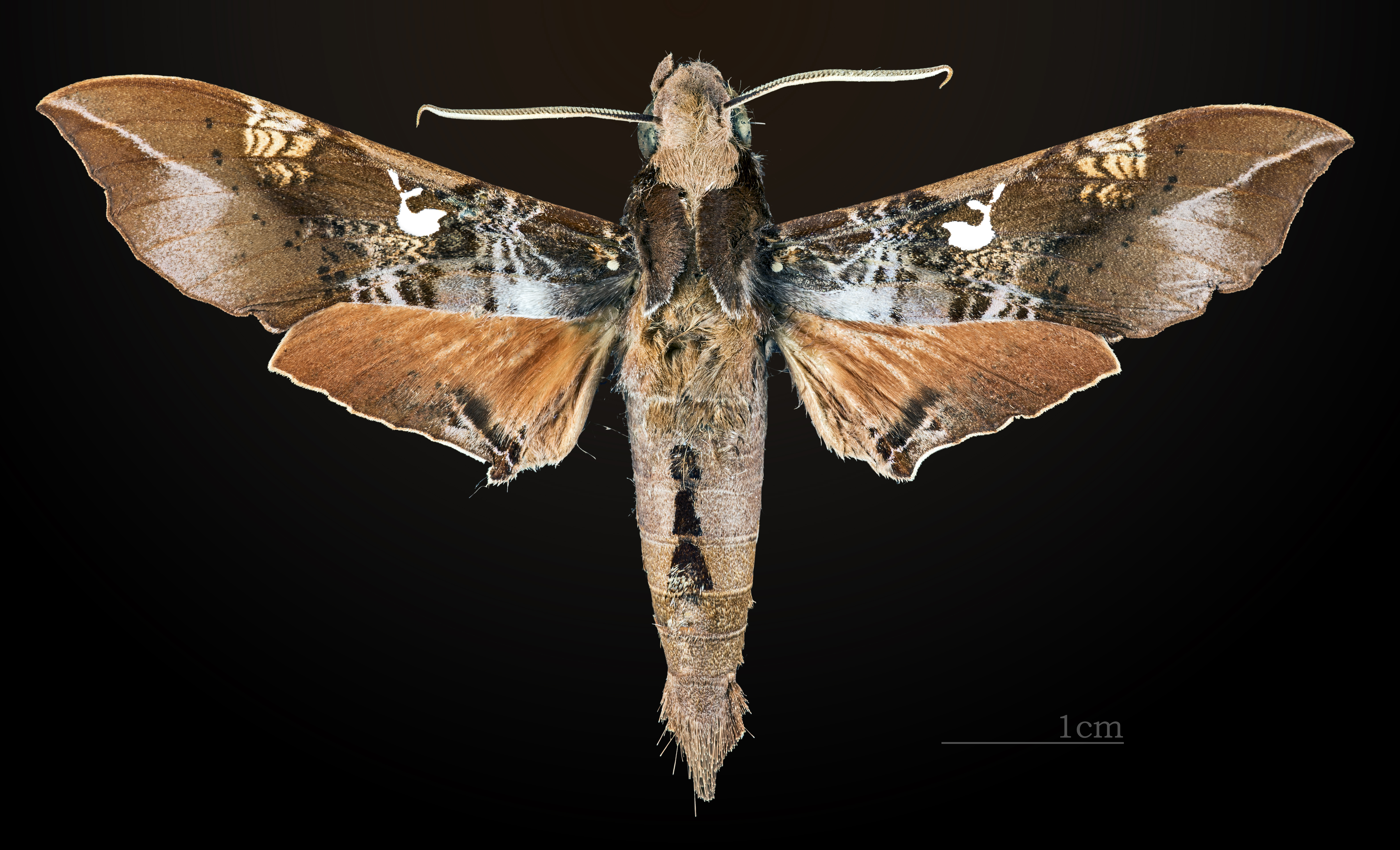
♂
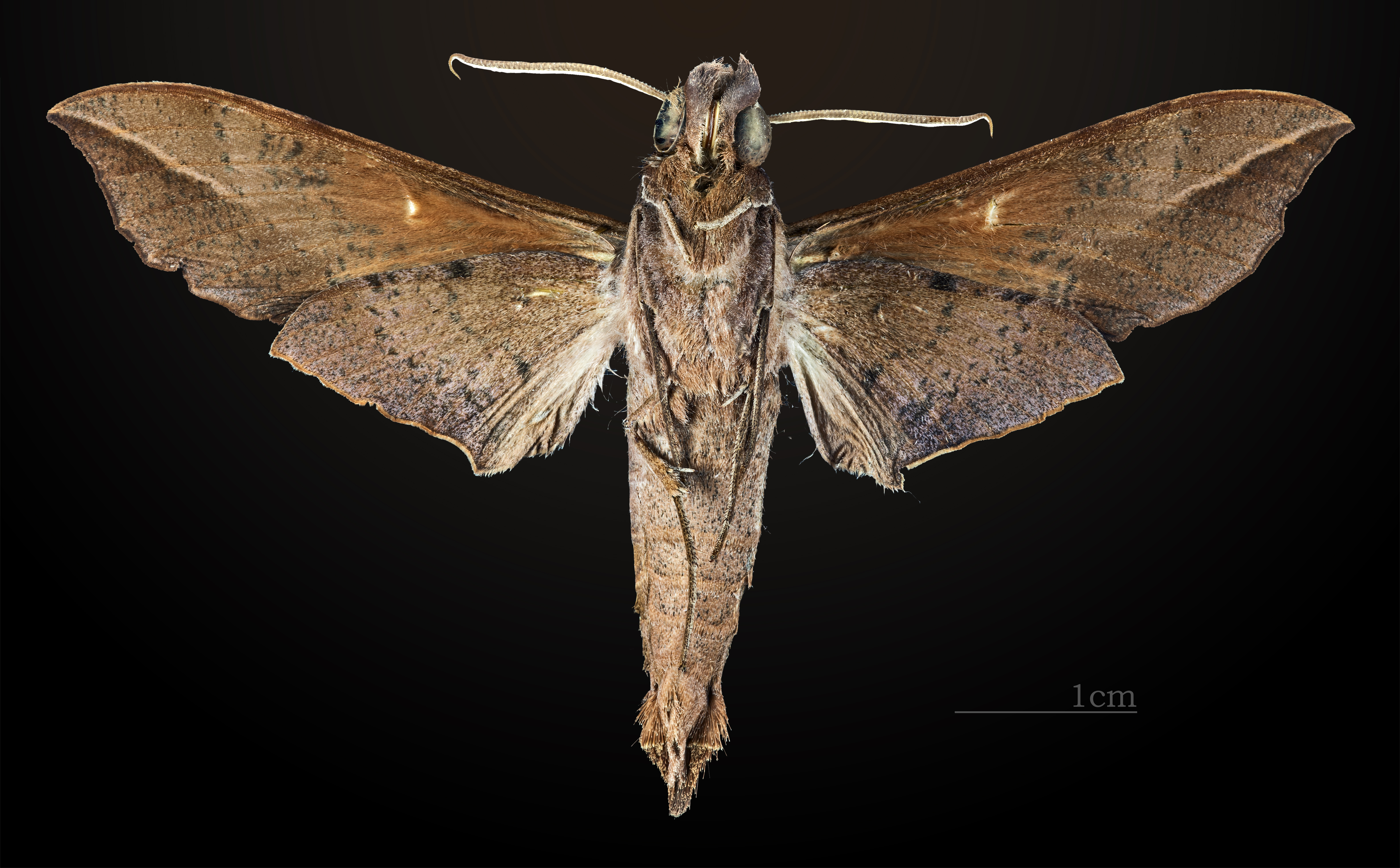
♂ △
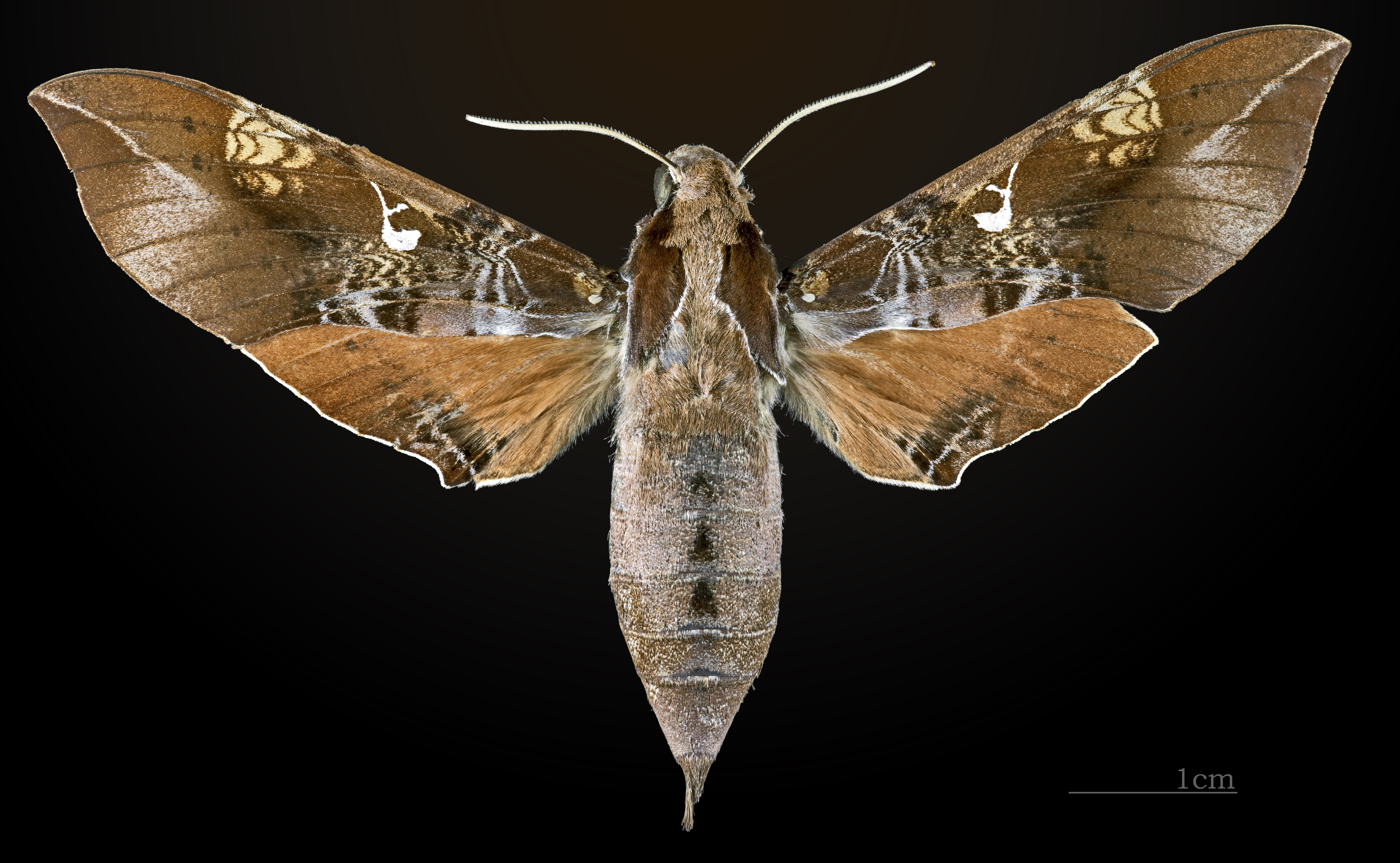
♀
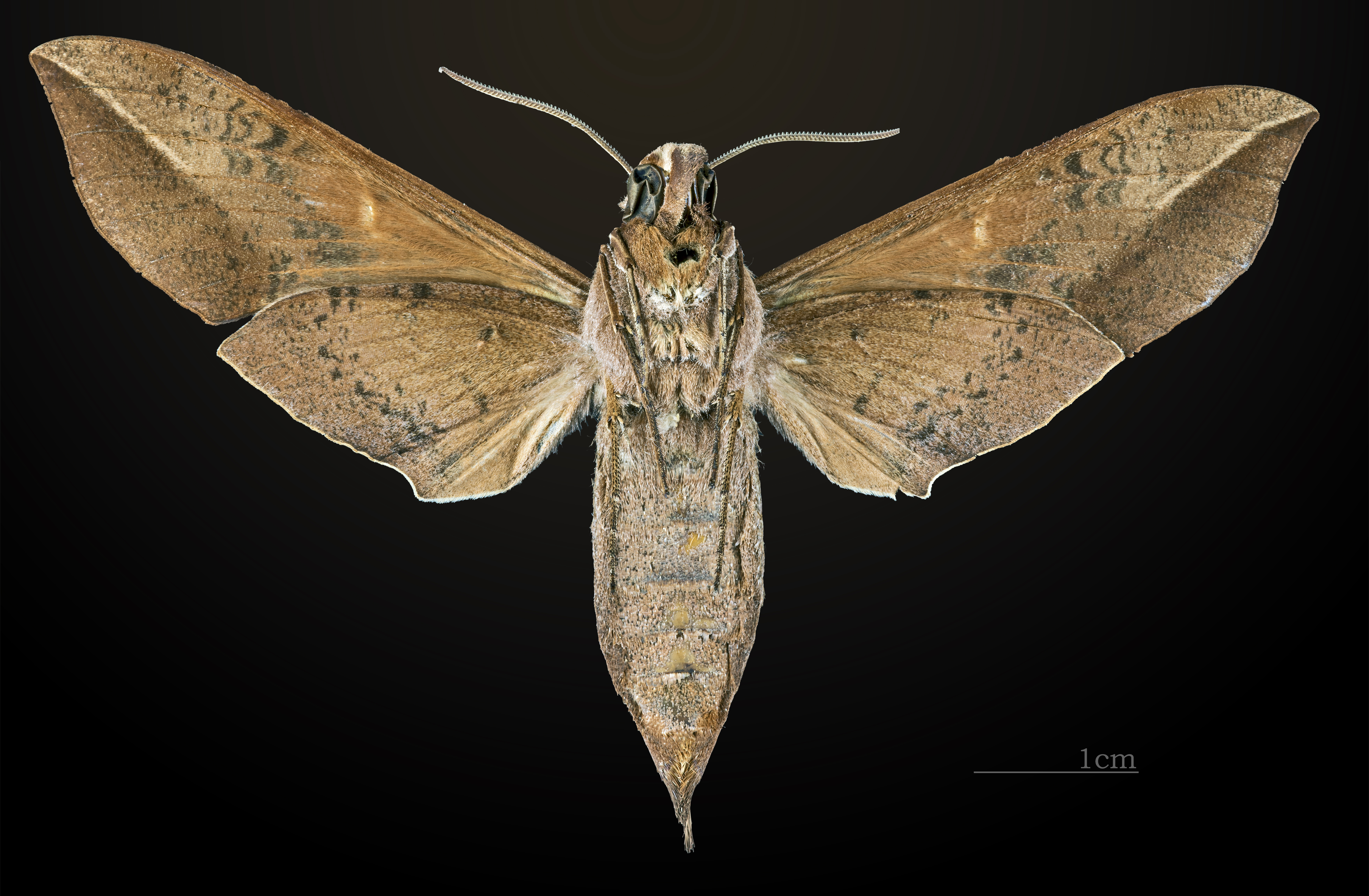
♀ △

### Larva
Il bruco presenta un capo leggermente schiacciato, tipico del genere Callionima.

### Pupa
I bruchi si impupano negli strati superficiali della lettiera del sottobosco.

## Distribuzione e habitat
L'areale di questa specie comprende il Messico, il Belize (Orange Walk, Cayo, Toledo), il Guatemala, il Nicaragua (Jinotega, Matagalpa, Zelaya, Rio San Juan), la Costa Rica (Guanacaste, Puntarenas, Limón, Heredia, Alajuela, San José, Cartago), Panama, il Venezuela (Amazonas, Aragua, Bolivar, Miranda, Táchira), il Paraguay (Paraguarí), la Bolivia (La Paz, Santa Cruz), l'Argentina (Corrientes, Misiones), e il Perù (locus typicus: Junin).

## Biologia
Durante l'accoppiamento, le femmine richiamano i maschi grazie ad un feromone rilasciato da una ghiandola, posta all'estremità addominale. Le femmine sono attive dalle 23:00 alle 03:00, e i maschi dalla mezzanotte alle 02:30. Ambo i sessi vengono attirati dalla luce, ma maggiormente i maschi.

### Periodo di volo
Gli adulti sono stati catturati in ogni mese dell'anno in Costa Rica.

### Alimentazione
I bruchi attaccano le foglie di alcune specie di Apocynaceae tra cui soprattutto Tabernaemontana alba Mill.

## Tassonomia

### Sottospecie
Non sono state descritte sottospecie.

### Sinonimi
Sono stati riportati quattro sinonimi:
- Calliomma golianna Butler, 1877
- Calliomma lycastus Walker, 1856
- Hemeroplanes brethesi Köhler, 1924
- Hemeroplanes inuus Rothschild & Jordan, 1903